# Gobernación del Tolima
La Gobernación del Tolima es la entidad administrativa y figura visible del poder ejecutivo en el departamento de Tolima en Colombia. El departamento es una división administrativa y territorial de Colombia, y la Gobernación es la entidad encargada de administrar y ejecutar las políticas gubernamentales a nivel departamental.
La Gobernación del Tolima está encabezada por el Gobernador, quien es elegido por voto popular para un período de cuatro años. El Gobernador es responsable de liderar la administración pública en el departamento y de implementar políticas y programas que beneficien a la población local en áreas como educación, salud, infraestructura, desarrollo económico, entre otros.
Al igual que en otras entidades gubernamentales, la Gobernación del Tolima trabaja en coordinación con otras instituciones del gobierno, tanto a nivel departamental como nacional, para asegurar la implementación eficiente de políticas y proyectos que mejoren la calidad de vida de los habitantes del departamento.

Artículo 298. Los departamentos tienen autonomía para la administración de los asuntos seccionales y la planificación y promoción del desarrollo económico y social dentro de su territorio en los términos establecidos por la Constitución.
Los departamentos ejercen funciones administrativas, de coordinación, de complementariedad de la acción municipal, de intermediación entre la Nación y los Municipios y de prestación de los servicios que determinen la Constitución y las leyes.
La ley reglamentará lo relacionado con el ejercicio de las atribuciones que la Constitución les otorga.

Constitución Política de la República de Colombia de 1991

## Palacio departamental

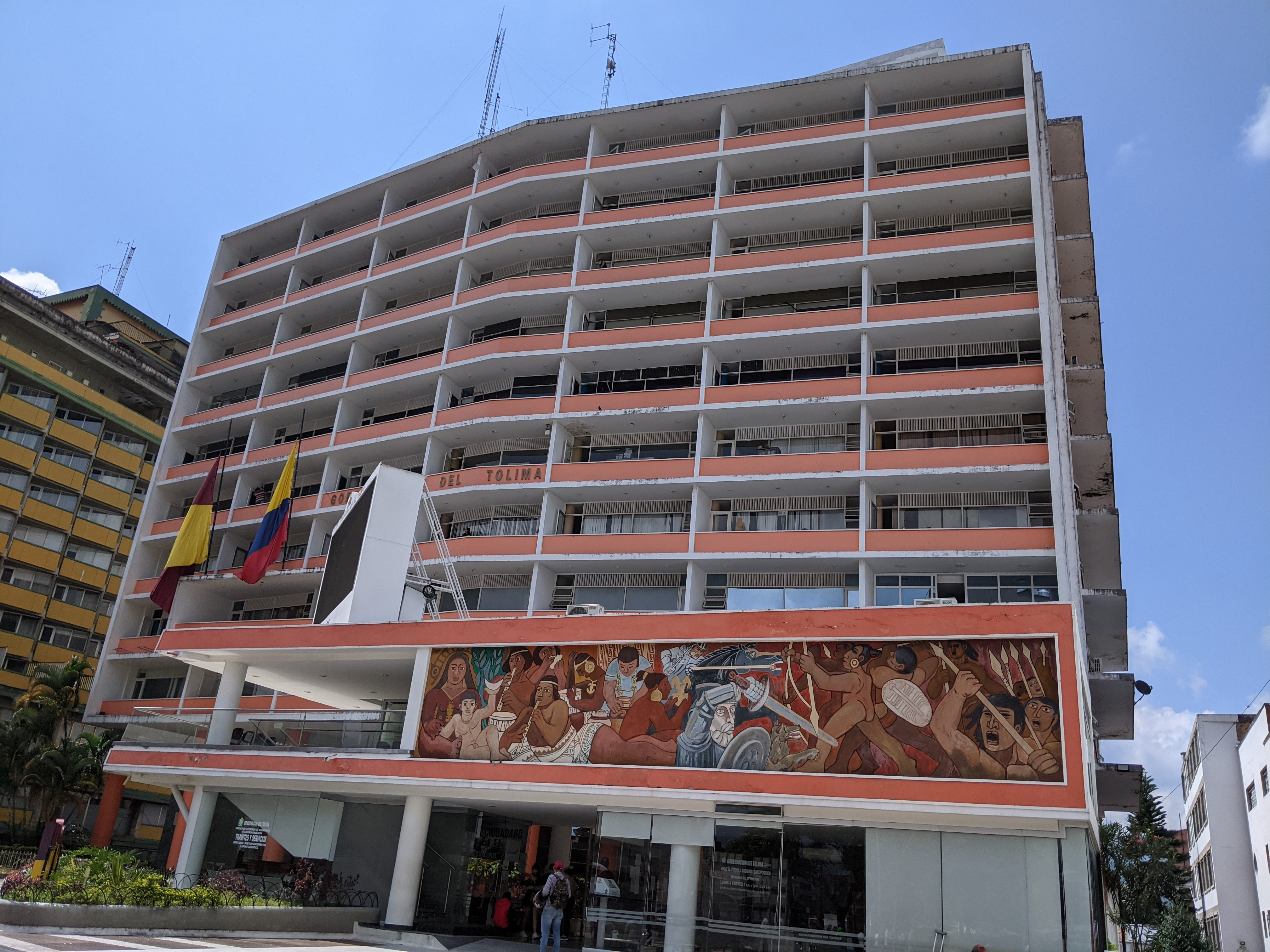
Palacio del Mango

El palacio departamental o "Palacio del Mango" fue adquirido por el primer gobernador del Tolima, Manuel Casabianca, frente a la plaza de Santo Domingo (hoy Parque Murillo Toro).
Con el fin de la Guerra de los Mil Días, en 1903 el edificio sufre una remodelación en el periodo del gobernador Antonio Gutiérrez debido a la ampliación de la ciudad y notable importancia.
En 1953, en el gobierno de César A. Cuellar Velandia inicia otro proceso de remodelación, dejando atrás el estilo republicano del edificio de 1903 con un diseño más moderno y en 1958 es inaugurado por el entonces gobernador Darío Echandía.
Al día de hoy sigue funcionando sobre la Carrera 3 entre Calles 10A y 11, atrás del edificio se encuentra la Asamblea Departamental, a su derecha está la Catedral Metropolitana de la Inmaculada Concepción de María, al frente el Parque Murillo Toro y un árbol de mango (Mangifera indica) que le da el nombre al edificio.